# 오리건 컨트리

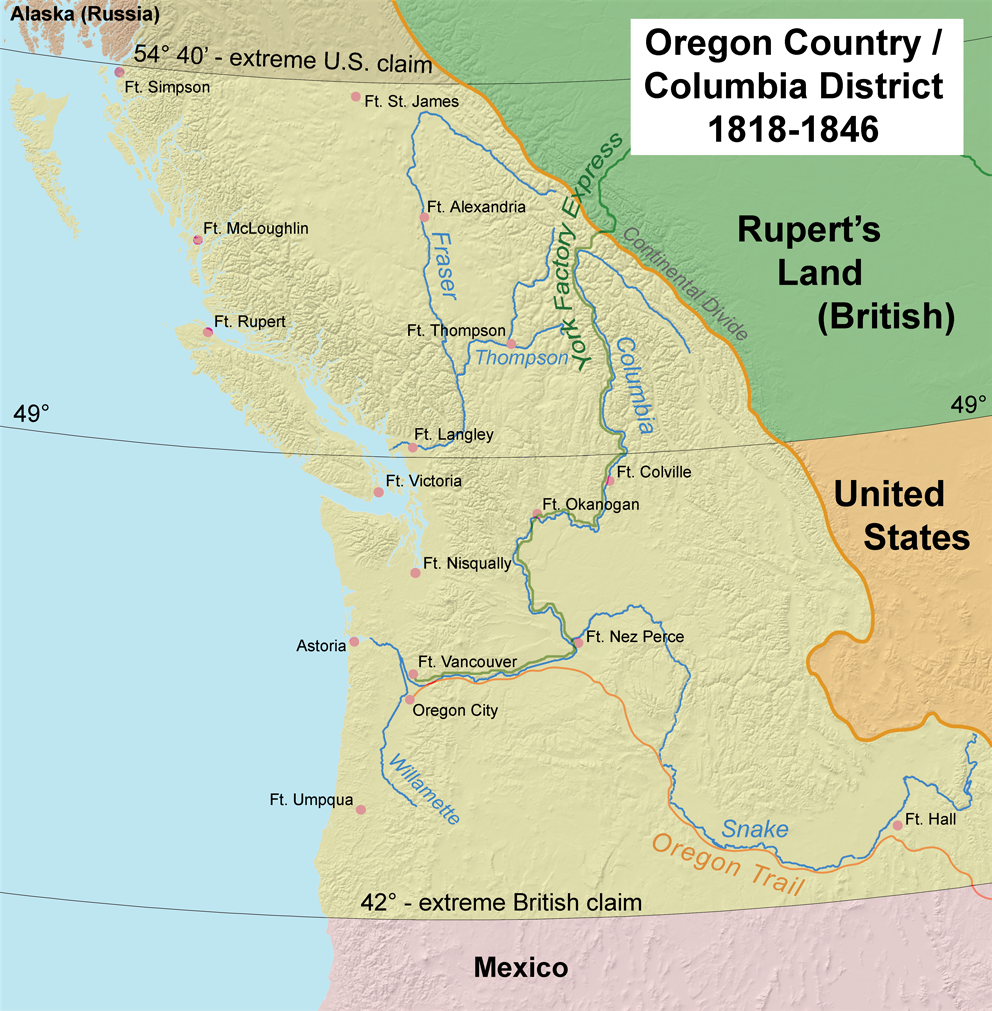
오리건 컨트리의 지도

오리건 컨트리(Oregon Country), 또는 간단하게 "오리건"(오리건 주와는 다른 의미)은 북위 42도 북쪽, 북위 54도 40분 남쪽, 그리고 로키산맥의 서쪽에서 태평양까지 북미 서쪽 지역을 가리키는 말이다. 이 지역은 현재 캐나다의 브리티시 컬럼비아의 일부, 미국의 오리건주, 워싱턴, 아이다호의 전역과 몬태나주, 와이오밍주의 일부가 이곳에 속한다. 광의에서 이 지역은 대략적으로 태평양 북서부 연안 지역까지 해당한다. 미국 정부가 이 지역의 영유권 주장했고, 1846년 오리건 조약까지, "오리건 컨트리"라는 용어는 특정 지역을 가리키는 것으로만 사용되며, 오늘 날 이 의미로 사용되는 것은 아주 드물다. 이 지역의 대부분을 가리키는 영국의 명칭은 "콜롬비아 지구"로, 톰슨 강 북쪽 북위 54도 40분 이상 북쪽까지 성장했던 "뉴 칼레도니아 지구"의 일부였다.

## 역사

### 지명 유래
오리건이라는 말의 유래는 명확하지 않다. 일설에는 프랑스인 탐험가가 컬럼비아 강을 오라간(ouragan)이라고 부렀으며, 그것이 "오리건"의 유래가 되었다는 설도 있지만, 정식 명칭의 유래는 알려져 있지 않다. 조지 R. 스튜어트는 1944년 《아메리칸 스피치》(American Speech) 기사에서 18세기 초에 간행된 프랑스 지도에서 조각가가 실수한 것에 유래되었다고 주장했다. 그 전설에 따르면, 위스콘신 강(Ouisiconsink)의 Ouaricon - sink라는 철자가 두 줄로 나뉘면서 아래 줄에 - sint를 넘기고, 서쪽으로 흐르는 강이 오우아리콘(Ouaricon)이라고 불렀다고 주장을 했다. 이 설은 오리건 지명에서 "가장 그럴듯한 설명"으로 지지를 받았다.

### 초기 탐사
알렉산더 매켄지는 멕시코 북쪽 육로로 북미를 횡단한 최초의 유럽인으로, 1793년 태평양 연안 베랴쿠라에 도착했다. 1804년부터 1806년까지, 루이스 클라크 탐험대의 메리웨자 루이스와 윌리엄 클라크는 미국의 영토 지역을 탐사했다. 영국의 모피 회사에서 일하던 데이비드 톰슨은 오리건 컨트리의 대다수를 탐사했다. 1811년, 그는 콜럼비아 강 전역을 여행한 최초의 유럽인이 되었다.

## 영토 변화
오리건 컨트리는 원래 미국, 영국, 프랑스, 러시아, 스페인이 모두 영유를 주장한 곳이다. 미국은 1792년 로버트 그레이가 콜롬비아 강을 발견했고 루이스-클라크 탐험을 기반으로 영유권을 주장했다. 영국은 자국의 콜럼비아 강 탐험에 근거하여 이곳의 영유권을 주장했다. 스페인 또한 그들이 18세기 후반에 태평양을 탐험했던 사실에 근거했다. 러시아의 주장은 알래스카에서 오리건까지 펼쳐져 있었던 정착촌에 근거했다. 프랑스와 스페인은 양국의 서쪽, 18세기 북위 42도선을 따라 영토 분할을 주장하고 있었다.
7년 전쟁의 결과 프랑스의 패배로 프랑스의 주장은 사실상 종료됐다. 스페인은 누토카 해협의 점령 후에 1790년 회담은 미국에 북위 42도 이북의 모든 영유권 주장 포기를 규정한 1819년 애덤스-오니스 조약으로 그 주장을 조금씩 포기했다. 러시아는 1824년 미국과의 조약과 1825년 영국과의 각각의 조약으로 영유권 주장을 포기하게 된다.
그 사이에 미국과 영국은 1818년 앵글로-미국 회담에서 북위 49도 따라 서쪽 로키산맥까지 땅을 양국의 경계로 연장하는데 협의했다. 양국은 로키산맥의 서쪽에서 태평양까지의 땅에 대해 "공동의 점유"를 하기로 합의 했다.
1840년대 초 일부 오리건 주민이 3명의 행정 직원과 1명의 최고 행정관으로 임시공화국을 설립했다고 주장했다. 오리건은 한 정치 파벌이 세운 독립국가로서 계속적인 오리건의 정치적 발전을 희망했지만, 미합중국 가입에 대한 압력은 1848년까지 점점 수위가 높아졌다.

## 초기 정착민
루이스 클라크 탐험 후 제데디아 스미스와 짐 벡워스 같이 현재 마운틴 맨으로 알려진 모피 상인들은 인디언 길(Indian Trail)을 따라 로키 산맥에서 캘리포니아와 오리건까지 모피를 찾고 있었다. 이 함정 사냥꾼들은 인디언의 거주지를 다니면서, 그들 대부분은 인디언 여자와 결혼했다.
영국의 모피 회사 북서 회사와 허드슨 베이 회사는 북쪽에서 아타바스카 고개를 경유하여 오리건 컨트리에 진출했다. 같은 무렵, 존 제이콥 애스터가 퍼시픽 모피 회사를 설립했고, 1811년 오리건주 아스토리아에 모피 교역소를 건설하고, 미국과 영국의 모피 교역 경쟁의 시대가 이 지역에서 시작되었다. 영미 전쟁 후 허드슨 베이 회사가 태평양 북서부의 모피 교역을 제압했다. 1813년, 콜럼비아 강에 영국 군함이 도착하면서 아스토리아 주민들은 그들의 영국 경쟁회사인 퍼시픽 모피 회사 전체를 매도해서 가능한 한 재산 반출하도록 했다. 영국 지배 하에 아스토리아는 포트 조지로 변경되었다.
1824년에 이 지역의 수장으로 임명된 존 맥로린은 지역 본부를 밴쿠버 요새로 이동하였다. 그곳은 1846년 오리건 조약을 맺을 때까지 태평양 북서부의 실질적인 정치 중심지가 되었다. 1820년대, 미국인은 로키 산맥을 넘어 이 땅으로 이주하기 시작했고, 1840년대에는 오리건 길을 통해 대규모 이주가 시작되었다.
미국 동부 교회는 오리건 컨트리의 소문을 듣고 일부 교회는 인디언을 개종하기 위하여 선교사를 파견하기로 결정했다. 뉴욕 출신의 감리교 목사 제이슨 리가 최초의 오리건 선교사였다. 그는 윌라메트 밸리에 인디언을 위한 선교 학교를 건설했다.

## 같이 보기
- 프런티어
- 미국-캐나다 국경
- 1763년 선언